# Чумиза
Чуми́за, чёрный рис, голо́вчатое просо, буда́ (лат. Setária itálica subsp. italica) — кормовая и зерновая культура, однолетнее культурное растение семейства Злаки, или Мятликовые (Poaceae).

## Распространение
Возделывается в ряде стран Азии — Китае, Японии, Корее, Монголии, Индии и в некоторых других странах, включая Украину, Белоруссию, Грузию, Казахстан и Дальний Восток России.

## Ботаническое описание
Растение формирует густо облиственённый куст высотой до 2 м, состоящий из 5—7 прямостоящих стеблей с 7—19 междоузлиями.
Корневая система мочковатая, проникающая в грунт на глубины до полутора метров.
Листья большие, длиной 25—65 см, шириной от 2 до 4 см, светло-зелёного и антоцианового цвета.
Соцветие имеет форму колосовидной лопастной метёлки длиной до 0,5 м. Для растения характерно самоопыление, доля перекрёстноопыляемых растений достигает 5—10 %.
Плод — плёнчатая зерновка небольшого размера, округло-овальной формы, расцветки от беловато-розоватой до практически чёрной. Одна метёлка содержит от 4 до 15 тысяч зерновок.

## Значение и применение
В зерне содержится: 11—12 % воды, 11—16 % белка, 3,9 % жира, 9,0 % целлюлозы и 4,3 % золы, остальное — крахмал.
Чумиза теплолюбива и засухоустойчива. В продовольственных целях используется зерно, из которого изготовляют крупу и муку. Зерно используется и в животноводстве на корм скоту. На корм также идёт сено. Используется и зелёный корм.
Чумиза — корм и лакомство для попугаев, причём нет совершенно никаких ограничений относительно видов и пород последних. Чумиза подходит как для кормёжки небольших волнистых попугаев, так и более крупных птиц. Применяется в качестве сидерата.